# Joseph Lacher
Joseph Lacher   (Augsburg, 5 de novembre de 1739 - Kempten, 1798), fou un compositor alemany. Restà actiu, a Althausen, Augsburg, Aulendorf, Innsbruck, Kempten, Suïssa, Estrasburg sent mestre de capella, director d'orquestra, compositor, fagot, violinista, oboista, professor de música. La seva obra més famosa es un Concert per a clarinet en tres moviments, i el salm Salve mundi Domina, per conjunt mixt i veu de baix. Va escriure diverses òperes però no es tenen cap mena de dada envers aquest fet.